# غودوين هاردينغ
غودوين هاردينغ (بالإنجليزية: Goodwin Harding)‏ هو لاعب هوكي جليد أمريكي، ولد في 11 ديسمبر 1920 في بروكلين في الولايات المتحدة، وتوفي في 11 مايو 1951.

## وصلات خارجية
- غودوين هاردينغ على موقع EliteProspects.com (الإنجليزية)
- غودوين هاردينغ على موقع HockeyDB.com (الإنجليزية)
- غودوين هاردينغ على موقع أوليمبيديا (الإنجليزية)